# گزارش محرمانه
گزارش محرمانه (به انگلیسی: The secret Speech) دومین کتاب از سه‌گانه نویسنده انگلیسی، تام راب اسمیت است که در سال ۲۰۰۹ منتشر شد. در این کتاب هم، همانند کتاب نخست وی، کودک ۴۴، شخصیت اصلی داستان لئو دمیدوف است.

## درون‌مایه‌ها
عنوان کتاب به گزارش محرمانه‌ای که نیکیتا خروشچف پس از مرگ استالین در کنگره بیستم حزب کمونیست ارائه می‌کند و طی آن سیاست‌های رهبر پیشین را به باد انتقاد می‌گیرد، بازمی‌گردد.

## در ایران
کتاب گزارش محرمانه، همانند کتاب اول اسمیت، کودک ۴۴، در ایران در سال ۱۳۹۰ توسط انتشارات مروارید و با ترجمه نادر قبله‌ای منتشر شد.